# 梅根·阿戈斯塔
梅根·阿戈斯塔（英語：Meghan Agosta，1987年2月12日—），加拿大女子冰球运动员。她曾代表加拿大国家队参加2006年、2010年、2014年和2018年冬季奥林匹克运动会冰球比赛，获得三枚金牌和一枚银牌。